# The Hateful Eight
The Hateful Eight is een Amerikaanse westernfilm uit 2015. Het is de achtste film geschreven en geregisseerd door Quentin Tarantino. Om de film een authentieke sfeer te geven werd voor het eerst in vijftig jaar gebruik gemaakt van Ultra Panavision 70mm film.

## Verhaal
Het verhaal speelt zich af in 1877, enkele jaren na de Amerikaanse Burgeroorlog. Het verhaal is verdeeld in zes hoofdstukken.

### Hoofdstuk 1:The Last Stage to Red Rock
De donkere premiejager Majoor Marquis Warren houdt ver buiten de bewoonde wereld een postkoets aan, omdat zijn paard het heeft begeven en hij drie lijken van misdadigers naar het stadje Red Rock wil vervoeren. O.B., de koetsier, rijdt de rit echter exclusief voor zijn passagier John Ruth en probeert een naderende sneeuwstorm voor te blijven. Na korte tijd stemt Ruth met tegenzin in met het extra gezelschap van Warren. Warren stapt in het rijtuig, waar ook de ter dood veroordeelde Daisy Domergue in zit, vastgeketend aan Ruth. Beide mannen blijken elkaar te kennen en Warren laat een brief zien, die president Abraham Lincoln aan hem stuurde.

### Hoofdstuk 2:Son of a Gun
Nadat de sneeuwstorm de koets heeft ingehaald, zien ze iemand in de verte aan komen lopen. De man maakt zich bekend als Chris Mannix. Hij heeft zijn paard moeten afmaken omdat het ziek was. Mannix is onderweg naar Red Rock om daar aangesteld te worden als de nieuwe sheriff. Ruth en Warren vertrouwen hem niet en spreken daarom af hun gezamenlijke premiegeld onderling te verdelen. De gemoederen lopen hoog op als Mannix over de beruchtheden tijdens de oorlog van Warren begint. Warren zou zijn ontsnapt uit een strafkamp door middel van brandstichting. Mannix daagt Warren uit door te vermelden dat bij deze ontsnapping 47 donkere soldaten zijn overleden. Ruth wijst Mannix op de racistische oorlogsmisdaden van zijn vader, voornamelijk tegen de donkere nederzettingen. Mannix uit hierop racistische uitingen waarop Warren de ongewapende Mannix bedreigt. Mannix, bewust van zijn positie, excuseert zich voor zijn ‘politieke’ opvattingen en besluit een dutje te gaan doen.

### Hoofdstuk 3:Minnie's Haberdashery
Omdat het steeds harder gaat sneeuwen, houden ze halt bij de afgelegen pleisterplaats "Minnie's Haberdashery". Hier worden ze welkom geheten door de Mexicaan Bob, die vanwege de tijdelijke afwezigheid van eigenares Minnie en haar echtgenoot Sweet Dave de tent runt. Er zijn nog drie andere gasten: Oswaldo Mobray, een beul van Engelse komaf die onderweg is naar Red Rock, cowboy Joe Gage en Sandy Smithers, een voormalige generaal van de Confederatie. Ruth ontwapent Mobray en Gage met de hulp van Warren, omdat hij hen ervan verdenkt dat ze zijn gevangene Domergue willen bevrijden. Tijdens het eten beschuldigt Mannix Warren, dat hij de Lincolnbrief heeft vervalst. Warren geeft dit toe en zegt dat deze brief hem veiligheid verschafte tegen racisten, waarna Ruth boos wordt, omdat hij in de maling is genomen. Warren vertelt vervolgens aan generaal Smithers op welke gruwelijke manier hij zijn zoon om het leven heeft gebracht. Als Smithers naar een revolver reikt, schiet Warren hem dood.

### Hoofdstuk 4:Domergue's Got a Secret

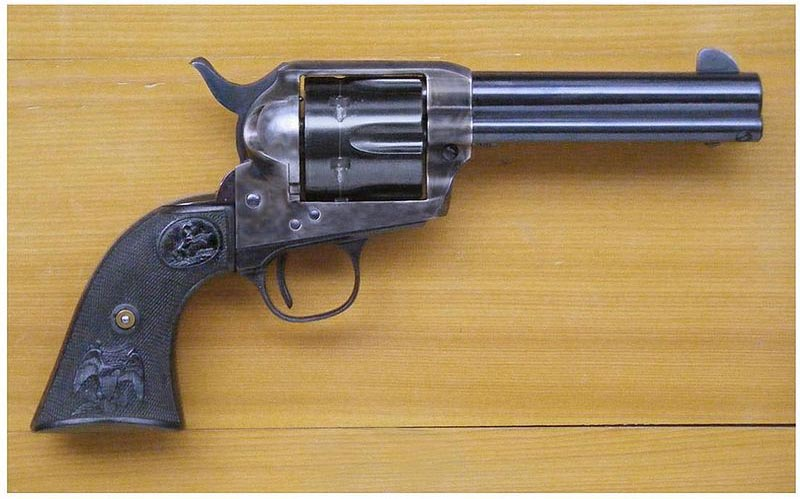
In de film wordt er veel geschoten met revolvers.

Terwijl de groep mannen is afgeleid door voorgaande gebeurtenis ziet Domergue dat iemand de koffie vergiftigt. Ruth en O.B. drinken daarna van de koffie, braken bloed en vallen neer. Domergue is vastgeketend aan Ruth en maakt gebruik van de situatie door Ruth met zijn eigen wapen dood te schieten. Na deze daad houdt Warren haar onder schot en ontwapent haar. Vervolgens worden Bob, Mobray en Gage onder schot gehouden en moeten zij tegen de muur gaan staan. Warren vraagt aan Mannix om hem te helpen, want hij verdenkt Mannix niet van het vergiftigen omdat hij juist op het punt stond om ook van de koffie te drinken voordat Ruth en O.B. neervielen. Bob blijkt het niet te hebben gedaan, omdat hij piano speelde op het moment dat de koffie werd vergiftigd. Warren schiet Bob toch neer, omdat hij sterke vermoedens heeft dat hij Minnie en Sweet Dave heeft omgebracht. Daarna dreigt hij Domergue de koffie te laten drinken, waarna Gage bekent de koffie te hebben vergiftigd. Warren wordt vervolgens door de vloer in zijn schaamstreek geschoten door een onbekende schutter. Mobray pakt een verborgen revolver en schiet Mannix neer. Hoewel gewond, lukt het Mannix om ook Mobray te raken.

### Hoofdstuk 5:The Four Passengers
In dit hoofdstuk wordt teruggeblikt naar de aankomst van een koets met Bob, Mobray, Gage en Jody Domergue eerder die dag. Na aankomst worden alle reeds aanwezigen in de pleisterplaats doodgeschoten, behalve generaal Smithers. Ze ruimen de lijken en rotzooi op en bereiden een hinderlaag voor om Daisy Domergue te bevrijden. Bij aankomst van de volgende koets verstopt Jody zich onder de vloer. Met generaal Smithers wordt afgesproken dat hij zich afzijdig houdt van enige betrokkenheid met wat staat te gebeuren.

### Laatste hoofdstuk:Black Man, White Hell
Zowel Warren en Mannix zijn zwaargewond, maar houden Mobray, Domergue en Gage onder schot. Na te dreigen om Daisy dood te schieten komt haar broer uit de kelder. Warren schiet hem direct dood. Daisy zegt dat de rest van de bende zich in Red Rock bevindt en de stad zullen uitmoorden om zich daarna naar de pleisterplaats te begeven. Ze stelt voor dat zij en haar mannen vertrekken en dat Warren en Mannix het premiegeld kunnen opstrijken van alle stoffelijke overschotten. Gage pakt dan een revolver die hij eerder die dag onder een tafel heeft verstopt en wordt direct door Warren en Mannix neergeschoten. Warren probeert dan Daisy neer te schieten, maar zijn kogels blijken op. Mannix zegt dat Daisy bluft, maar wil het bloedvergieten beëindigen. Daisy hakt dan de arm van Ruth door en probeert Ruths revolver te pakken, waarna ze neergeschoten wordt door Mannix. Warren en Mannix hangen de nog levende Daisy op aan een plafondbalk, waarna tot slot Mannix de vervalste brief van Lincoln voorleest.

## Rolverdeling
| Acteur               | Rol                         | Alias        |
| -------------------- | --------------------------- | ------------ |
| Samuel L. Jackson    | majoor Marquis Warren       |              |
| Kurt Russell         | John Ruth                   | The Hangman  |
| Jennifer Jason Leigh | Daisy Domergue              |              |
| Walton Goggins       | Chris Mannix                |              |
| Demián Bichir        | Marco / Señor Bob           | The Mexican  |
| Tim Roth             | Pete Hicox / Oswaldo Mobray | English Pete |
| Michael Madsen       | Douglass / Joe Gage         | Grouch       |
| Bruce Dern           | generaal Sanford Smithers   | Sandy        |
| James Parks          | O.B. Jackson                |              |
| Dana Gourrier        | Minnie Mink                 |              |
| Zoë Bell             | Six-Horse Judy              |              |
| Lee Horsley          | Ed                          |              |
| Gene Jones           | Sweet Dave                  |              |
| Keith Jefferson      | Charly                      |              |
| Craig Stark          | Chester Charles Smithers    |              |
| Belinda Owino        | Gemma                       |              |
| Channing Tatum       | Jody Domergue               |              |

## Prijzen en nominaties
De belangrijkste:
| Jaar | Prijs              | Categorie                   | Genomineerde(n)      | Uitslag     |
| ---- | ------------------ | --------------------------- | -------------------- | ----------- |
| 2016 | Academy Awards     | Beste vrouwelijke bijrol    | Jennifer Jason Leigh | Genomineerd |
| 2016 | Academy Awards     | Beste camerawerk            | Robert Richardson    | Genomineerd |
| 2016 | Academy Awards     | Beste originele muziek      | Ennio Morricone      | Gewonnen    |
| 2016 | Golden Globe Award | Beste filmmuziek            | Ennio Morricone      | Gewonnen    |
| 2016 | Golden Globe Award | Beste Script                | Quentin Tarantino    | Genomineerd |
| 2016 | Golden Globe Award | Beste actrice in een bijrol | Jennifer Jason Leigh | Genomineerd |

## Productie
Tarantino had zich tijdens het schrijven van het script laten inspireren door de televisieseries Bonanza, The Virginian en The High Chaparral en dan met name door de afleveringen waarbij een gijzeling plaatsvond en je je als kijker een tijd lang afvroeg of de daders nou goed of slecht waren. In januari 2013 kondigde Tarantino aan de film te gaan maken. Toen het script twee maanden later uitlekte besloot hij het script alleen nog slechts als roman uit te brengen. Later kwam hij hierop terug en van 23 januari 2015 tot 12 maart 2015 vonden de opnames plaats.
Tijdens hoofdstuk vier (Domergue's Got a Secret) van de film bespeelt het fictieve karakter Daisy Domergue (gespeeld door Jennifer Jason Leigh) een antieke 150-jaar oude Martin-guitar die aan Tarantino uitgeleend was door een Martin-museum. Omdat in het verhaal deze gitaar vernietigd wordt door John Ruth (Kurt Russel) waren er meerdere replica's gemaakt. De scene werd echter in één take geschoten en omdat niemand Russel op tijd waarschuwde, sloeg hij per ongeluk de echte antieke gitaar – ter waarde van zo'n $40.000 – kapot. De geschokte reactie van Jennifer Jason Leigh toen dit gebeurde was dan ook niet geacteerd. Martin was niet op de hoogte dat de gitaar in een scène gebruikt zou worden waarin een gitaar vernietigd werd en nam het voornemen nooit meer gitaren uit te lenen aan films.

## Muziek
De originele filmmuziek werd gecomponeerd door Ennio Morricone. De muziek werd gedirigeerd door Morricone en uitgevoerd door het Czech National Symphony Orchestra. Met deze muziek won Morricone in 2016 voor het eerst een Oscar, hiermee is hij ook de oudste winnaar ooit voor een Oscar. In de film werd er ook muziek gebruikt van onder meer The White Stripes en Roy Orbison.

## Ontvangst
De film werd wisselend ontvangen door de pers. Sommige recensenten waren lovend, anderen vonden de film niets. Illustratief hiervoor was het NRC Handelsblad met twee recensenten. De ene gaf de film vijf uit vijf ballen: Zoveel speelsheid, (..) Tarantino in bloedvorm. en de andere gaf er slechts één: een decadente verkwanseling van middelen en talent. De Volkskrant behoorde ook tot de minder enthousiaste groep: De acteurs sprankelen (..) nauwelijks en kunnen niet verhullen dat het (..) plot vrij dun is. Het Algemeen Dagblad zat op dezelfde lijn: Op den duur verliezen de dialogen (..) hun werking.
VPRO gaf echter weer vier uit vijf sterren: een heerlijke mashup van western, thriller en whodunnit.